# 난쟁이다유방쥐
난쟁이다유방쥐(Mastomys pernanus)는 쥐과에 속하는 설치류의 일종이다. 케냐와 르완다, 탄자니아에서 발견된다. 자연 서식지는 사바나 지역이다.